# 西井綾音
西井 綾音（にしい あやね、1996年〈平成8年〉9月9日 - ）は、日本のレースクイーン、ストリーマー、コスプレイヤー、元ラウンドガール。愛称は「あたた」。千葉県出身。現在はフリーランス。

## 略歴

### モデル活動開始 - レースクイーンへ
日本大学芸術学部放送学科卒業。「ミス日芸コンテスト2017」ファイナリスト。
大学在学中からコスプレイヤーとしてコミックマーケットなどに参加するほか、「CanCam」の読者モデルとしても活動していた。
2020年、SUPER GT300 Pacific Fairiesとしてレースクイーンデビュー。「日本レースクイーン大賞2020」新人部門ファイナリストまで入ったが、受賞はならなかった。
2021年から2022年まで、SUPER GT300「K-tunes Racing」のレースクイーンユニット『Win G』（ウィン・ジー）のメンバーを2年間務める。

### コスプレイヤー等での様々な仕事
2022年12月23日・24日、Riot Games公式イベント「Riot Games ONE」（横浜アリーナ開催）にゲストコスプレイヤーとして出演。
2023年7月30日、eスポーツタレントMCN事業「ASH WINDER CULTURE air」にeスポーツタレントとして加入。
2023年9月2日、国内最大級のeスポーツ施設「ASH WINDER Esports ARENA高田馬場店」(2023年9月に開業)にて行われたオープニングセレモニー『AWA the grand kick-off』にゲストプレイヤー (VALORANT) として出演。
2023年9月6日、総合格闘技団体「RIZIN」の公式ラウンドガール「RIZINガール2023」のメンバーに選出（応募総数500名、最終合格者13名）。最終オーディンションの模様はRIZIN公式YouTubeにて配信され、審査結果発表前に関係者への感謝の気持ちを述べた。
2023年9月23日、東京ゲームショウ2023「BenQ」イベントブースにてトークショウに出演。
2023年9月24日、総合格闘技イベント「RIZIN.44」（埼玉スーパーアリーナ）にてRIZINガールとして初披露（担当カラー：ブラック）。
2023年12月2日・3日、Riot Games公式イベント「Riot Games ONE」（Kアリーナ横浜）に2年連続でゲストコスプレイヤーとして出演。
2024年3月24日、RAGE公式イベント「RAGE STREET FIGHTER」（有明GYM-EX）にゲストコスプレイヤーとして出演。
2024年5月10日、アイドルフェス「コトネの日」（有明GYM-EX）に「RIZINガール2023」として出演。
2024年7月19日から21日まで、世界最大規模の対戦格闘ゲーム大会「Evolution Championship Series 2024（EVO 2024）」（アメリカ・ラスベガス）に春麗コスプレにて参戦。コスプレの完成度の高さからSNS上にて大きな話題になり、各種ニュースサイトにて取り上げられる。
2024年8月3日、RAGE公式イベント「RAGE SUPER MATCH Powered by Rakuten Optimism DAY.1」（東京ビッグサイト 西4ホール）にゲストコスプレイヤーとして出演。
2024年9月8日、「あたた生誕祭」を4部制にて開催（Robin Studio）。同月18日、所属先であったeスポーツタレントMCN事業「ASH WINDER CULTURE air」と「ASH WINDER CULTURE」の統合に伴い、円満退所。

### レースアンバサダーへの復帰
2025年3月、SUPER GT(GT500クラス)「TGR TEAM Deloitte TOM'S」のレースアンバサダーユニット「ZENT sweeties」に加入。さかいゆりやと共に37号車を担当する。千葉県出身者のZENT sweetiesメンバー起用は、2020年の桜田莉奈以来5年ぶりとなる。

## 人物
- 趣味はサッカー観戦、コスプレ[9]、アニメ・漫画鑑賞、ゲーム[24]。
- 特技はダンス、衣装づくり。
- 英語検定2級、漢字検定2級。
- 高校3年の時まで男子サッカー部のマネージャーを務めていた。Jリーグの中ではセレッソ大阪のサポーターであることを公言しており、特に柿谷曜一朗選手のファンだと語っている[25]。
- ニックネーム「あたた」の由来は「あやね」→「あったん」→「あたた」と変化したもの。
- 2025年7月18日、対戦型格闘ゲーム『ストリートファイター6』において、使用キャラクター「M春麗」でマッチングレート（MR）1600に到達し、ハイマスタークラスに昇格した。ハイマスタークラスは、全プレイヤーの上位3％に該当する階級である。

## 出演

### テレビ番組
- 真夜中のおバカ騒ぎ!（2019年6月、チバテレ・TOKYO MX)

### イベント
- 東京ゲームショウ2019「Xperia」ブースコンパニオン[26]
- 東京ゲームショウ2023「BenQ」ゲストとしてトークセッションへ参加
- SUPER GT（GT300クラス）「Pacific Fairies (9号車)」レースクイーン（2020年）
- SUPER GT（GT300クラス）「K-tunes Racing (96号車)」レースクイーン（2021－22年）
- 東京オートサロン2022「DUNLOP」ブースコンパニオン[注釈 3]
- 東京オートサロン2023「TESLA ALLIANCE」ブースコンパニオン（相方：赤瀬ちか[27][28]）
- Riot Games公式イベント「Riot Games ONE」ゲストコスプレイヤー（2022年12月、横浜アリーナ）
- eスポーツ施設オープニングセレモニー「AWA the grand kick-off」 ゲストプレイヤー（2023年9月、ASH WINDER Esports ARENA高田馬場店）
- 総合格闘技イベント「RIZIN」RIZINガール2023-2024

### 配信
- 東京ゲームショウ2020 ONLINE「Xperia presents 恋のペリ騒ぎ2020」[注釈 4]

## 出版

### デジタル写真集
- RQラボ（パートナーシステム）
  - OL制服1（2020年3月20日）[29]
  - セーラー服（2020年4月1日）[29]
  - メイド服+ビキニ水着（2020年4月17日）[29]
  - ビキニ水着（2020年5月6日）[29]
  - OL制服2（2020年5月25日）[29]
  - 私服+ビキニ水着（2020年6月10日）[29]
  - トレーニングウエア（2020年7月6日）[29]

### 共演メンバー
1. ↑  橘香恋・辻角アネラ・成沢紫音[6][7]
2. ↑  南真琴・北川美麗・水沢まこ[8][9]（水沢は2022年には不参加[10]）
3. ↑  永原芽衣・百田ゆり・門野まゆ・長澤れいな[1]
4. ↑  霧島聖子・香月わかな・鈴木葵[26]